# Роберто Бандінеллі

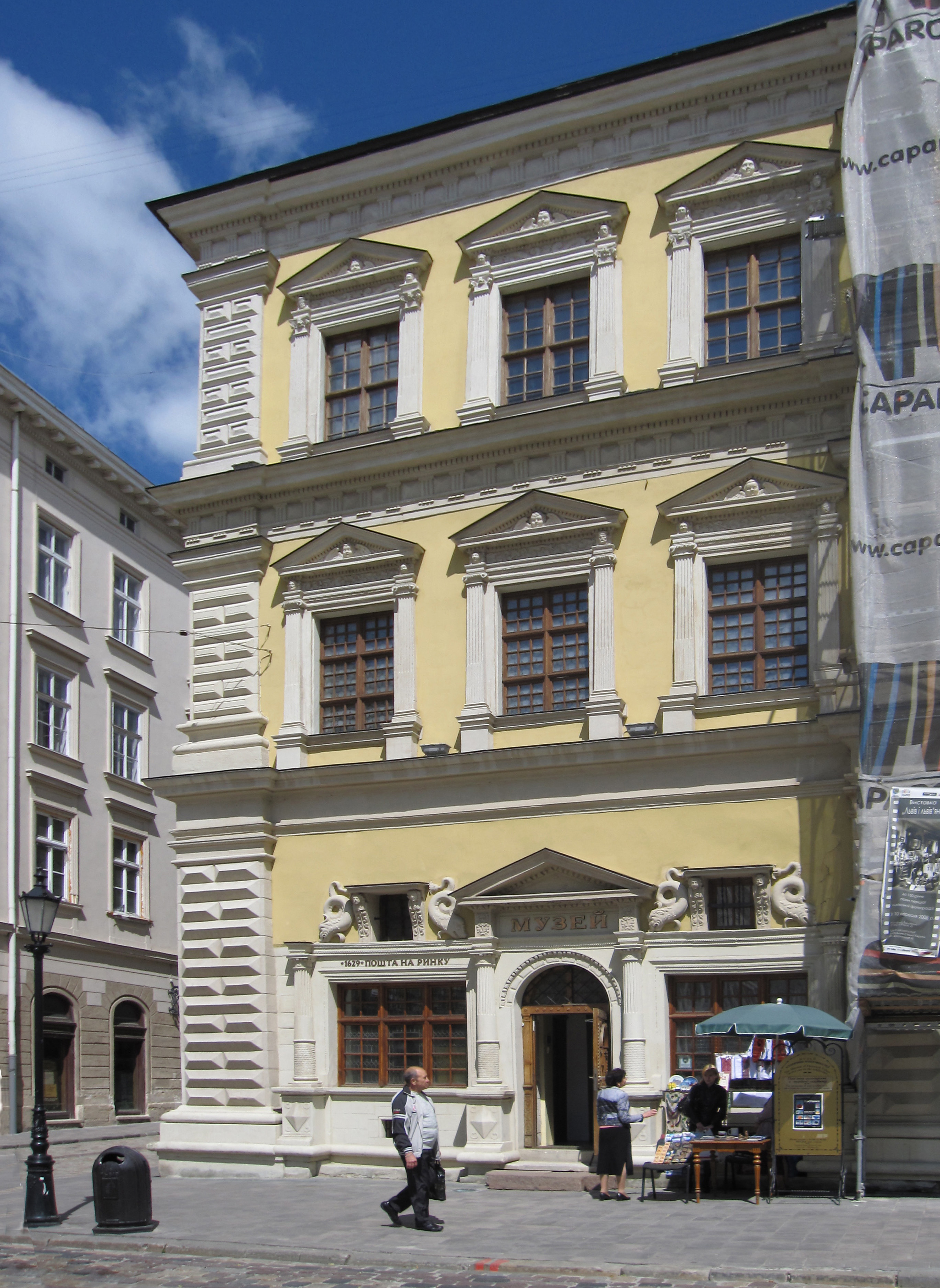
Палац Бандінеллі

Робе́рто Бандіне́ллі (?, Флоренція — 1650, Львів / 1651, Відень) — поштмістр родом з Італії. З походження купець. На підставі виданого у 1617 році рідним містом свідоцтва отримав у 1618 році права громадянина Кракова. Потім переїхав до Львова, де утримував склад італійських єдвабних матерій, який через програш конкуренції Аттаванті закрив після 1635 року. У 1629 році став королівським сервітором.
Був одружений:
- з Констанцією Убальдіні (після 1622 року), некрасивою, багатою донькою свого покровителя[2]
- з Анною Сеґньо, мав синів Вавжинця, Мікеланджело, Карло, Станіслава, дочок Констанцію, Катажину.[1]